# Prog Archives
Prog Archives est un site web collaboratif de référence dédié au rock progressif. Le site contient des biographies sur plus de 9 700 groupes et artistes et plus de 50 000 chroniques d'albums réalisées par plus de 57 000 membres.